# Zamach stanu w Syrii (sierpień 1949)
Zamach stanu w Syrii (sierpień 1949) – zamach stanu przeprowadzony 14 sierpnia 1949 roku przez oddziały wojsk Republiki Syryjskiej pod przywództwem Samiego al-Hinnawiego; zakończył on trwające zaledwie 137 dni rządy Husniego az-Za'ima; jeden z trzech zamachów stanu w Syrii przeprowadzonych w 1949 roku.
Od 30 marca 1949 roku w Syrii niemal rządziła junta Husniego az-Za'ima, który przejął władzę w wyniku marcowego zamachu stanu. Zamach udał się dzięki wsparciu USA, jednak poparcie Az-Za'ima w samej Syrii było słabe. Az-Za'im miał tendencje do wywyższania się (przyjął tytuł marszałka, co nie spodobało się wielu oficerom) i podjął niepopularne decyzje (zgoda na budowę rurociągu amerykańskiej firmy ARAMCO z Arabii Saudyjskiej, zacieśnienie stosunków z Francją i Turcją). Aresztował również wielu działaczy lewicowych i komunistycznych – rozwiązał Partię Komunistyczną. Premier powołany przez Az-Za'ima – Muhsin al-Barazi – skonfliktowany był z wpływową rodziną Al-Haurani i Asadem Talasem – przyszłym współorganizatorem sierpniowego zamachu. Az-Za'im miał przeciwników w tradycyjnej syryjskiej elicie – sprzeciwiającej się reformom podatkowym, w kręgach muzułmańskich – negatywnie nastawionych do sekularyzacji, i w członkach Syryjskiej Partii Socjal-Nacjonalistycznej (SPSN). W tej ostatniej szczególnie po tym, gdy latem 1949 roku najpierw udzielił azylu Antunowi Sa'adzie, liderowi SPSN, a potem wydał władzom Libanu, które 8 lipca rozstrzelały go. Wydarzenie to zjednoczyło syryjskich przeciwników Az-Za'ima, w tym Talasa, którego Sa'ada był przyjacielem. Szalę przeważyła decyzja dyktatora o wysłaniu wojska do Dżabal ad-Duruz, naruszając autonomię plemion druzyckich.
Nie wyklucza się, że zamach był wspierany przez Irak i Wielką Brytanię. Al-Hinnawi miał rzekomo przystać na propozycję premiera Iraku Nuriego as-Sa'ida wykorzystania wywiadu brytyjskiego. Irakowi mogło zależeć na zjednoczeniu z Syrią (Wielka Syria), a Brytyjczykom na stworzeniu przeciwwagi dla Arabii Saudyjskiej.
14 sierpnia 1949 roku pod prywatną rezydencję Za'ima podjechały trzy wozy opancerzone. Po wymianie ognia z ochroną, Az-Za'im został pojmany. W podobny sposób zatrzymano premiera. Obu osadzono w fortecy-więzieniu Al-Mazza koło Damaszku. Dowódca 1 Brygady Armii Syryjskiej płk. Sami al-Hinnawi powołał Wyższą Radę Wojenną, której przewodniczył a w skład której weszło 11 wysokich rangą oficerów, w tym Bahidż al-Kallas. Rada osądziła i skazała na śmierć prezydenta i premiera. Obu bezzwłocznie rozstrzelano.
W mediach buntownicy głosili, że prezydent przekroczył swoją władzę marnując publiczne pieniądze, zakłamując prawo i ograniczał swobody obywatelskie, czemu wszystkiemu sprzeciwiali się organizatorzy marcowego zamachu.  
Al-Hinnawiego wsparli m.in. związany z SPSN płk. Adib asz-Sziszakli (przyszły organizator zamachu grudniowego), Arabska Partia Socjalistyczna, Partia Ludowa, prohaszymiccy przywódcy druzyccy, a nawet także uczestnicy zamachu marcowego.
Al-Hinnawi zapowiedział jak najszybsze przywrócenie porządku konstytucyjnego i przekazanie władzy cywilom, co uczynił powołując rząd pod kierownictwem Haszima al-Atasiego. W przeciwieństwie do Az-Za'ima, sierpniowi buntownicy podkreślali demokratyczny i cywilny charakter rządu. 11 września rząd przedstawił nowe prawo wyborcze. Ustnie zapewnił też przedstawicieli innych krajów, że Syria będzie wywiązywała się ze swoich międzynarodowych zobowiązań i że jest nastawiona antykomunistycznie.
Już dzień po zamachu przejęcia władzy pogratulował premier Libanu. Do 19 września nowy rząd został uznany przez Afganistan, Argentynę, Czechosłowację, Hiszpanię, Liban, Turcję i Wenezuelę. Wielka Brytania i Francja czekały z tym na USA, które wahały się nie mogąc ocenić stabilności sytuacji w Syrii. USA uznały rząd Al-Hinnawiego dopiero 20 września, gdy zapewnił on pozostaniu w mocy zgody na rurociąg TAPLINE. Stosunki dyplomatyczne wznowił Irak i Transjordania, której król zaoferował pomoc wojskową.
W Egipcie, popierającym reżim Az-Za'ima i gdzie zamach wywołał szok, ogłoszono oficjalną trzydniową żałobę.
Rząd Al-Hinnawiego pozbył się również większości byłych hitlerowskich żołnierzy i ekspertów służących w syryjskiej armii, w tym pułkownika SS Waltera Rauffa. We wrześniu 1949 roku ich liczba spadła do 16 oficerów, w tym 6 pilotów.
W listopadzie przeprowadzono wybory, których zwyciężyła proiracka Partia Ludowa (przed zamachem marcowym – największa partia opozycyjna). Chciała ona zrealizować pomysł Wielkiej Syrii, czyli zjednoczeniu z Irakiem.
Pomysłu tego nie zaakceptowali jednak syryjscy nacjonaliści. Już w październiku 1949 CIA informowała o rosnącym sprzeciwie wobec Wielkiej Syrii. Według Bractwa Muzułmańskiego, Partii Baas, komunistów, i Stowarzyszenie Ulemów, uważały to za zagrożenie dla niepodległości Syrii. Niektórzy oficerowie twierdzili, że rząd tymczasowy nie ma prawa podejmować takich zobowiązań.
Jeszcze w sierpniu 1949 roku amerykański wywiad podejrzewał, że zamach może nie być ostatnim. Uważano, że realna jest zemsta zwolenników obalonego prezydenta Za'ima i premiera. Również, konflikt z Libanem. Przewidywano też, że okazję mogą wykorzystać, przebywający na wygnaniu w Egipcie, były prezydent Szukri al-Kuwatli i premier Dżamil Mardam.
Kierowani przez pułkownika Adiba asz-Sziszaklego 19 grudnia przeprowadzili kolejny, trzeci w 1949 roku, zamach stanu. Nowy dyktator, wspierany przez CIA, podobnie jak Husni az-Za’im, zapowiedział zachowanie niepodległości Syrii, która mogłaby zostać zatracona w unii z Irakiem.